# Matt Turner
Matthew Charles Turner, född 24 juni 1994 i Park Ridge, New Jersey, USA, är en amerikansk fotbollsmålvakt som spelar för Major League Soccer-klubben New England Revolution, på lån från Lyon och USA:s landslag.

## Klubbkarriär
Den 27 juni 2022 värvades Turner av engelska Arsenal, där han skrev på ett långtidskontrakt.
Drygt ett år senare skrev Turner på för Premier League-konkurrenten Nottingham Forest. Den 30 augusti 2024 lånades han ut till Crystal Palace på ett säsongslån.
10 juni 2025 värvades Turner av Ligue 1-klubben Lyon. 1 augusti lånades Turner ut till amerikanska New England Revolution.

## Landslagskarriär
Turner debuterade för USA:s landslag den 31 januari 2021 i en träningslandskamp mot Trinidad och Tobago. I november 2022 togs han ut i USA:s trupp till fotbolls-VM i Qatar, där han vaktade målet i lagets samtliga fyra matcher, och höll nollan i två av dem. År 2023 vaktade han målet i Concacaf Nations League, och höll nollan i finalen när USA besegrade Kanada med 2–0. Den första säsongen tillbringade Turner i huvudsak på bänken, så när som en handfull framträdanden i Europa League.

## Privatliv
Turner skaffade sig ett litauiskt pass 2020, detta var möjligt då hans gammelfarmor emigrerade från Litauen till USA under andra världskriget.